# Římskokatolická farnost Heraltice
Římskokatolická farnost Heraltice je územní společenství římských katolíků v Heralticích, s farním kostelem svatého Jiljí.

## Území farnosti
Do farnosti náleží území těchto obcí:
- Heraltice s kostelem sv. Jiljí,
- Hvězdoňovice,
- Nová Brtnice,
- Pokojovice,
- Zašovice s kaplí Neposkvrněného početí Panny Marie.

## Duchovní správci
Duchovním správcem farnosti byl farář z kněžické farnosti. Od 1. září 2013 jím byl administrátorem excurrendo P. Václav Novák. K 1. srpnu 2017 byl jmenován administrátorem excurrendo R. D. Mgr. Jacek Kruczek, přibyslavický farář. 

## Bohoslužby
| Kostel        | Místo     | Bohoslužba (den) | Hodina | Poznámka     |
| ------------- | --------- | ---------------- | ------ | ------------ |
| svatého Jiljí | Heraltice | neděle           | 11.00  | farní kostel |

## Aktivity ve farnosti
Dnem vzájemných modliteb farností za bohoslovce a bohoslovců za farnosti brněnské diecéze je 15. září. Adorační den připadá na 13. května.
Pravidelně se ve farnosti koná tříkrálová sbírka.